# Lambo 291
La Lambo 291 è una monoposto di Formula 1 progettata da Mauro Forghieri ed utilizzata dal Modena Team nella stagione 1991.

## Contesto e sviluppo

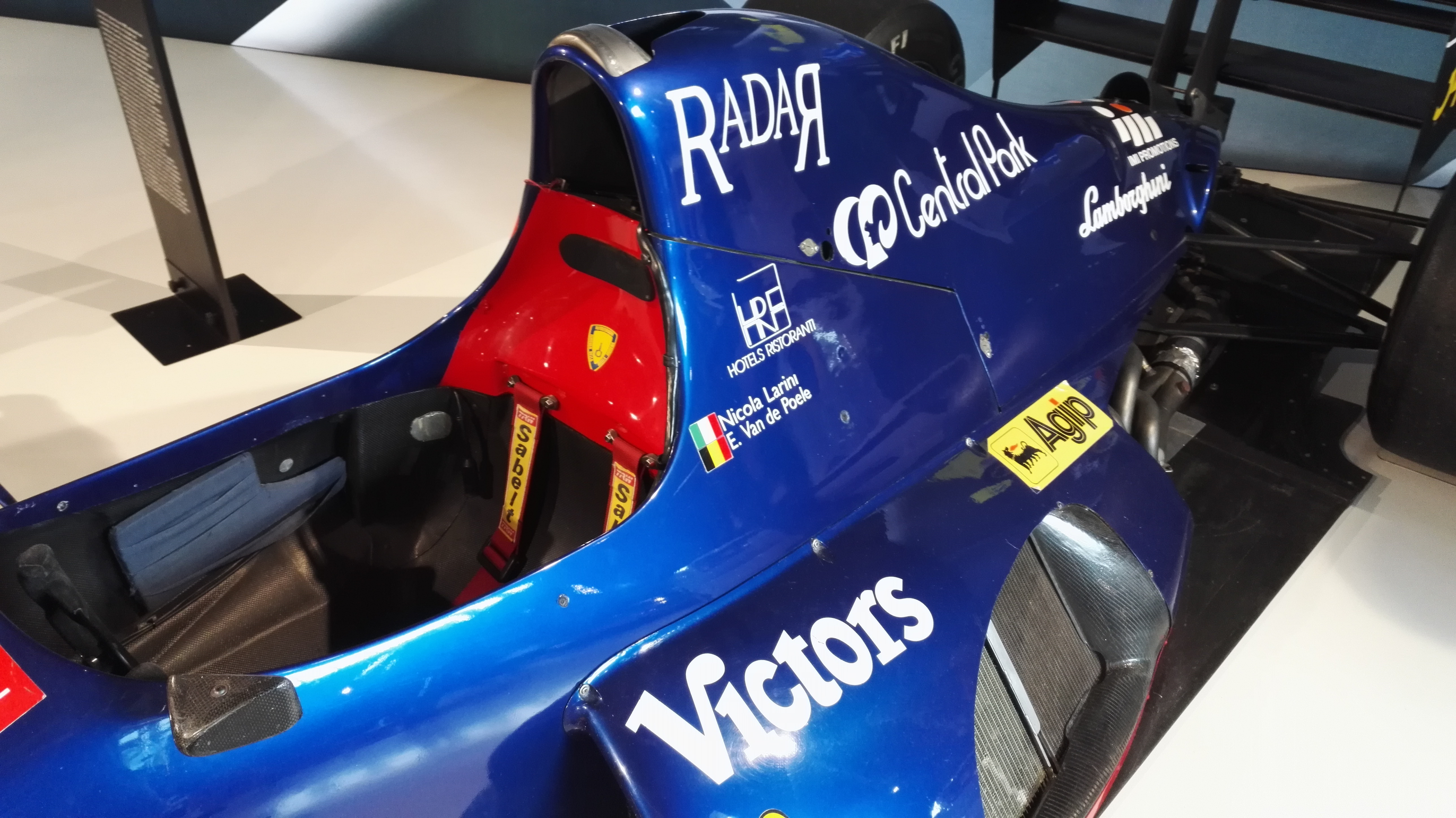
Particolare

La Lambo 291 è frutto dell'ingegno di Mauro Forghieri e Mario Tolentino, a cui la Lamborghini commissionò il progetto di una vettura incentrata sul proprio motore LE3512 V12. 
Forghieri riuscì ad allestire una vettura per la fine del 1990, che venne poi collaudata, in un'insolita livrea blu, ad Imola da Mauro Baldi. 
Tra le sue caratteristiche spiccavano le pance laterali di forma triangolare ed i radiatori inclinati.
Il motore in quella stagione, sviluppava all'incirca 650 cv (478 kW), mentre nella configurazione per il test Mclaren, nel 1993, il motore pare abbia raggiunto i 760 cv (559 kW).

## Carriera agonistica

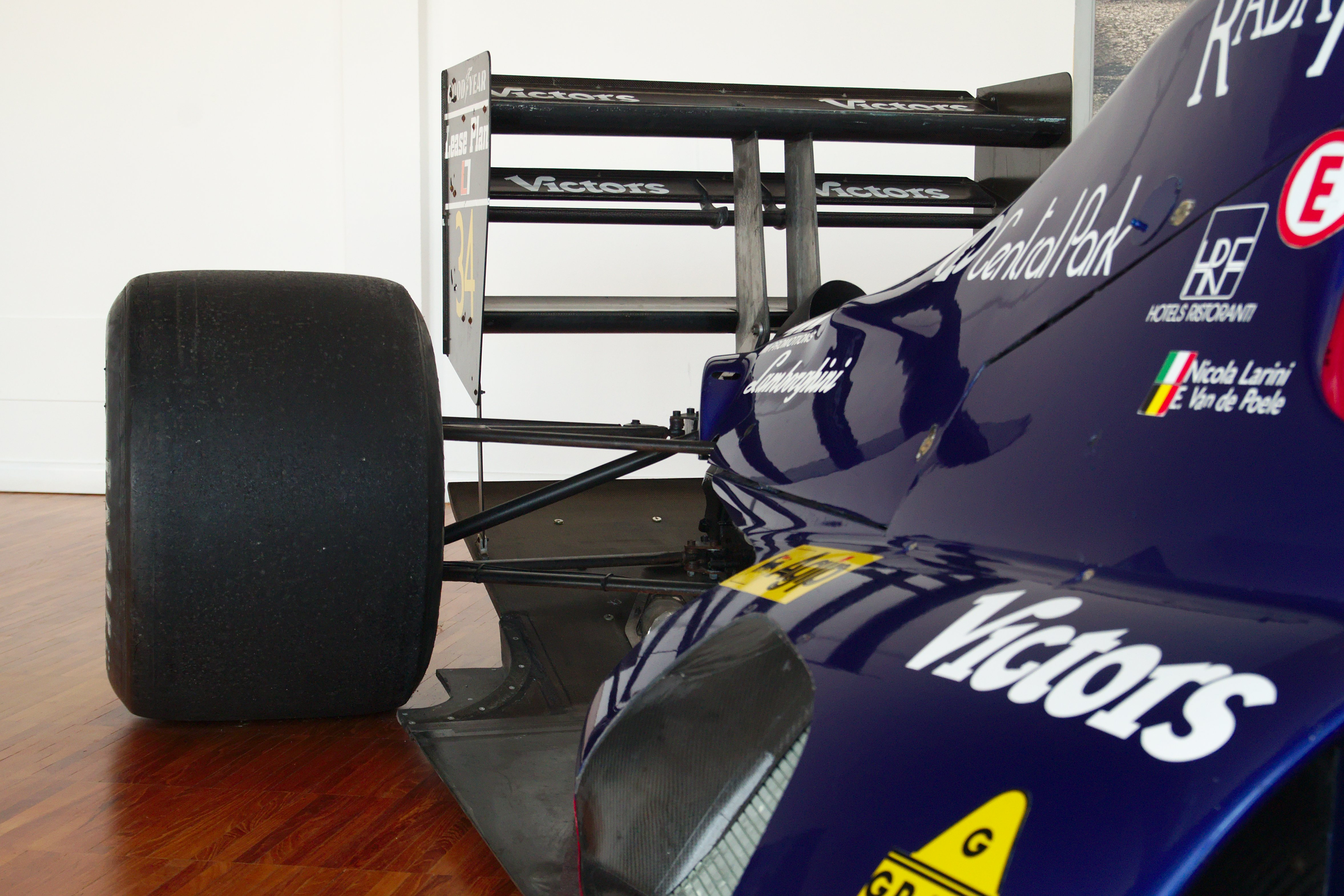
Particolare

La vettura risultò accettabile e, sorprendentemente, colse il suo miglior risultato al debutto al Gran Premio di Phoenix: Nicola Larini si qualificò in 17ª posizione e terminò al 7º posto, anche se con 3 giri di distacco dal vincitore Ayrton Senna su McLaren MP4/6. 
La scuderia sfiorò nuovamente la zona punti al Gran premio di Imola, dove Eric van de Poele risalì fino al 5º posto quando all'ultimo giro ebbe problemi con la pressione del carburante e fu classificato in 9ª posizione. 
A parte queste eccezioni, per il resto della stagione la scuderia non riuscì ad avvicinarsi alla zona punti e fallì diverse volte la pre-qualificazione. Nicola Larini riusci infatti a piazzarsi al 16º posto solo nei gran premi di Budapest e Monza.

## Risultati completi
| Anno | Vettura   | Motore           | Gomme | Piloti            |     |     |     |     |     |     |     |     |     |    |    |    |    |    |    |     |  |  |  |  |  |  |  |  | Punti | Pos. |
| ---- | --------- | ---------------- | ----- | ----------------- | --- | --- | --- | --- | --- | --- | --- | --- | --- | -- | -- | -- | -- | -- | -- | --- |  |  |  |  |  |  |  |  | ----- | ---- |
| 1991 | Lambo 291 | Lamborghini 3512 | G     | Nicola Larini     | 7   | NPQ | NPQ | NPQ | NPQ | NPQ | NPQ | NPQ | Rit | 16 | NQ | 16 | NQ | NQ | NQ | Rit |  |  |  |  |  |  |  |  | 0     | -    |
| 1991 | Lambo 291 | Lamborghini 3512 | G     | Eric van de Poele | NPQ | NPQ | 9   | NPQ | NPQ | NPQ | NPQ | NPQ | NQ  | NQ | NQ | NQ | NQ | NQ | NQ | NQ  |  |  |  |  |  |  |  |  | 0     | -    |